# Olsztynek
Olsztynek é um município da Polônia, na voivodia da Vármia-Masúria e no condado de Olsztyn. Estende-se por uma área de 7,69 km², com 7 677 habitantes, segundo os censos de 2017, com uma densidade de 998,3 hab/km².